# Мокри поръчки
„Мокри поръчки“ (на английски: Haywire) е американски екшън трилър от 2011 г., режисиран от Стивън Содърбърг, с участието на Джина Карано, Майкъл Фасбендер, Юън Макгрегър, Бил Пакстън, Чанинг Тейтъм, Антонио Бандерас и Майкъл Дъглас.
Карано владее смесени бойни изкуства и изпълнява собствените си каскади във филма. Музиката е композирана от северноирландския DJ и композитор Дейвид Холмс.
Малори Кейн (Джина Карано) работи за компания, която се занимава с чувствителни „черни операции“, за да може правителството да запази правдоподобно отричане, и която самата е обект на заговор за убийство, който тя е принудена да разгадае.